# Csoboth Róbert
Csoboth Róbert (Mohács, 1965. október 27. –) labdarúgó, középpályás. Az 1984-es ifjúsági Európa-bajnokságon győztes csapatnak a tagja. Bukovinai székelyek leszármazottja. Fia Csoboth Kevin, magyar válogatott labdarúgó.

## Pályafutása
A Pécsi MSC csapatában mutatkozott be az élvonalban 1984. szeptember 1-jén az Újpesti Dózsa ellen, ahol csapata 1–0-ra győzött. 1984 és 1990 között 65 bajnoki mérkőzésen lépett pályára és három gólt szerzett. Tagja volt az 1985–86-os idényben bajnoki ezüstérmet szerző csapatnak.
Az 1993–94-es idényben szerepelt ismét az élvonalban. Ősszel a Haladás, tavasszal a Pécsi MSC csapatában. Utolsó bajnoki mérkőzésén a Soproni LC 2–0-ra győzött a csapata.
Tagja volt az 1984-es ifjúsági Európa-bajnokságon győztes csapatnak.

## Sikerei, díjai
- Ifjúsági Európa-bajnokság
  - aranyérmes: 1984, Szovjetunió
- Magyar bajnokság
  - 2.: 1985–86
- Magyar kupa (MNK)
  - döntős: 1987